# James McCune Smith
James McCune Smith (* 18. April 1813 in Manhattan; † 17. November 1865) war ein US-amerikanischer Arzt, Apotheker, Abolitionist und Autor. Er erwarb als erster Afroamerikaner an der Universität von Glasgow einen medizinischen Abschluss und betrieb ebenfalls als erster Afroamerikaner eine Apotheke in den USA.

## Leben
Neben seiner Tätigkeit als Arzt im Colored Orphan Asylum in Manhattan schrieb er Artikel für medizinische Fachzeitschriften und engagierte sich in gelehrten Gesellschaften wie der New York Statistics Society und der American Geographical Society. Jedoch wurde er nie in die American Medical Association oder örtliche medizinische Vereinigungen aufgenommen. Dies gilt als Folge des systemischen Rassismus, mit dem Smith während seiner gesamten medizinischen Laufbahn konfrontiert war.
Am bekanntesten ist er für seinen Einsatz als Abolitionist: Als Mitglied der American Anti-Slavery Society war er mit Frederick Douglass an der Gründung des National Council of Colored People im Jahr 1853 beteiligt, der ersten ständigen Organisation Farbiger in den USA. Douglass nannte Smith „den wichtigsten Einfluss auf sein Leben“.
Smith war einer der Mitglieder des Komitees der Dreizehn, das sich 1850 in Manhattan zusammenfand, um sich dem neu verabschiedeten Gesetz über flüchtige Sklaven zu widersetzen und mit der Underground Railroad die Flucht aus der Sklaverei zu unterstützen. Zu seinen Freunden und Kollegen zählten auch andere führende Vertreter des Abolitionismus. Seit den 1840er Jahren hielt Smith Vorträge zum Thema Rasse und Abolitionismus und schrieb zahlreiche Artikel, um rassistische Vorstellungen von den Fähigkeiten Farbiger zu widerlegen.
Sowohl Smith als auch seine Frau hatten afrikanische und europäische Vorfahren. Als er wohlhabender wurde, ließ die Familie sich in einem überwiegend weißen Viertel nieder und wurde bei der Volkszählung von 1860 als weiß eingestuft. Dagegen waren sie 1850 als Mulatten eingestuft worden, als sie in einem überwiegend afroamerikanischen Viertel lebten.
Smith war fast 20 Jahre lang als Arzt im Colored Orphan Asylum in New York tätig. Nachdem es im Juli 1863 während der Aufstände in Manhattan, bei denen fast 100 Schwarze getötet wurden, von einem Mob niedergebrannt worden war, zog Smith mit seiner Familie und seiner Praxis wie viele andere Schwarze zu ihrer Sicherheit nach Brooklyn.
Um der Rassendiskriminierung zu entgehen und mehr Chancen zu haben, bewegten sich seine Kinder in der weißen Gesellschaft: Die vier überlebenden Söhne heirateten weiße Frauen, seine unverheiratete Tochter lebte bei einem Bruder. Sie arbeiteten als Lehrer, als Anwalt und als Geschäftsleute. Smiths bahnbrechende Leistungen als afroamerikanischer Arzt wurden von Historikern des zwanzigsten Jahrhunderts wiederentdeckt. Seine Nachkommen, die sich als Weiße identifizierten und nichts über ihn wussten, wurden sich ihrer erst bewusst, als eine Ururenkelin zufällig Smiths Namen in der Familienbibel ihrer Großmutter fand. Im Jahr 2010 gaben mehrere Nachkommen einen neuen Grabstein für sein Grab in Brooklyn in Auftrag und kamen in Erinnerung an ihn und ihre afroamerikanische Abstammung zusammen.

## Veröffentlichungen
- James McCune Smith: A Lecture on the Haytien Revolutions; with a sketch of the character of Toussaint L'Ouverture. Delivered at the Stuyvesant Institute... February 26, 1841. New York 1841, OCLC 16788188 (englisch, Online).
- James McCune Smith: The Destiny of the People of Color, a lecture, delivered before the Philomathean Society and Hamilton Lyceum, in January, 1841. New York 1843, ISBN 978-0-19-530961-4 (englisch, Online).
- James McCune Smith: A Dissertation on the Influence of Climate on Longevity. In: The merchants' magazine and commercial review. 1846, ISBN 978-0-19-530961-4 (englisch).
- James McCune Smith: My bondage and my freedom... By Frederick Douglass. With an introduction [of 15 pages] By James M'Cune Smith. Miller, Orton & Mulligan, New York and Auburn 1855 (englisch, Online).
- James McCune Smith: Ira Aldridge. Arno Press; The New York Times, New York 1860, ISBN 978-0-19-530961-4 (englisch).
- James McCune Smith: A memorial discourse; by Henry Highland Garnet, delivered in the hall of the House of Representatives, Washington City, D.C. on Sabbath, February 12, 1865. With an introduction [of 52 pages], by James McCune Smith, M.D. Joseph M. Wilson, Philadelphia 1865 (englisch, Online).
- James McCune Smith: The Works of James McCune Smith: Black Intellectual and Abolitionist. Oxford University Press, New York 2006, ISBN 0-19-530961-8 (englisch).